# Les Ormes-sur-Voulzie
Les Ormes-sur-Voulzie – miejscowość i gmina we Francji, w regionie Île-de-France, w departamencie Sekwana i Marna.
Według danych na rok 1990 gminę zamieszkiwało 737 osób, a gęstość zaludnienia wynosiła 60 osób/km² (wśród 1287 gmin regionu Île-de-France Les Ormes-sur-Voulzie plasuje się na 706. miejscu pod względem liczby ludności, natomiast pod względem powierzchni na miejscu 268.).